# Borek (powiat oleski)
Borek – kolonia w Polsce położona w województwie opolskim, w powiecie oleskim, w gminie Rudniki, w sołectwie Bugaj.
W latach 1975–1998 miejscowość położona była w województwie częstochowskim.
W okresie międzywojennym w miejscowości stacjonowała placówka Straży Granicznej I linii „Borek”.